# 2859 Paganini
2859 Paganini (1978 RW1) là một tiểu hành tinh vành đai chính được phát hiện ngày 5 tháng 9 năm 1978 bởi N. Chernykh ở Nauchnyj và được đặt tên theo nhà soạn nhạc người Ý Niccolò Paganini.